# Zielone Korycisko

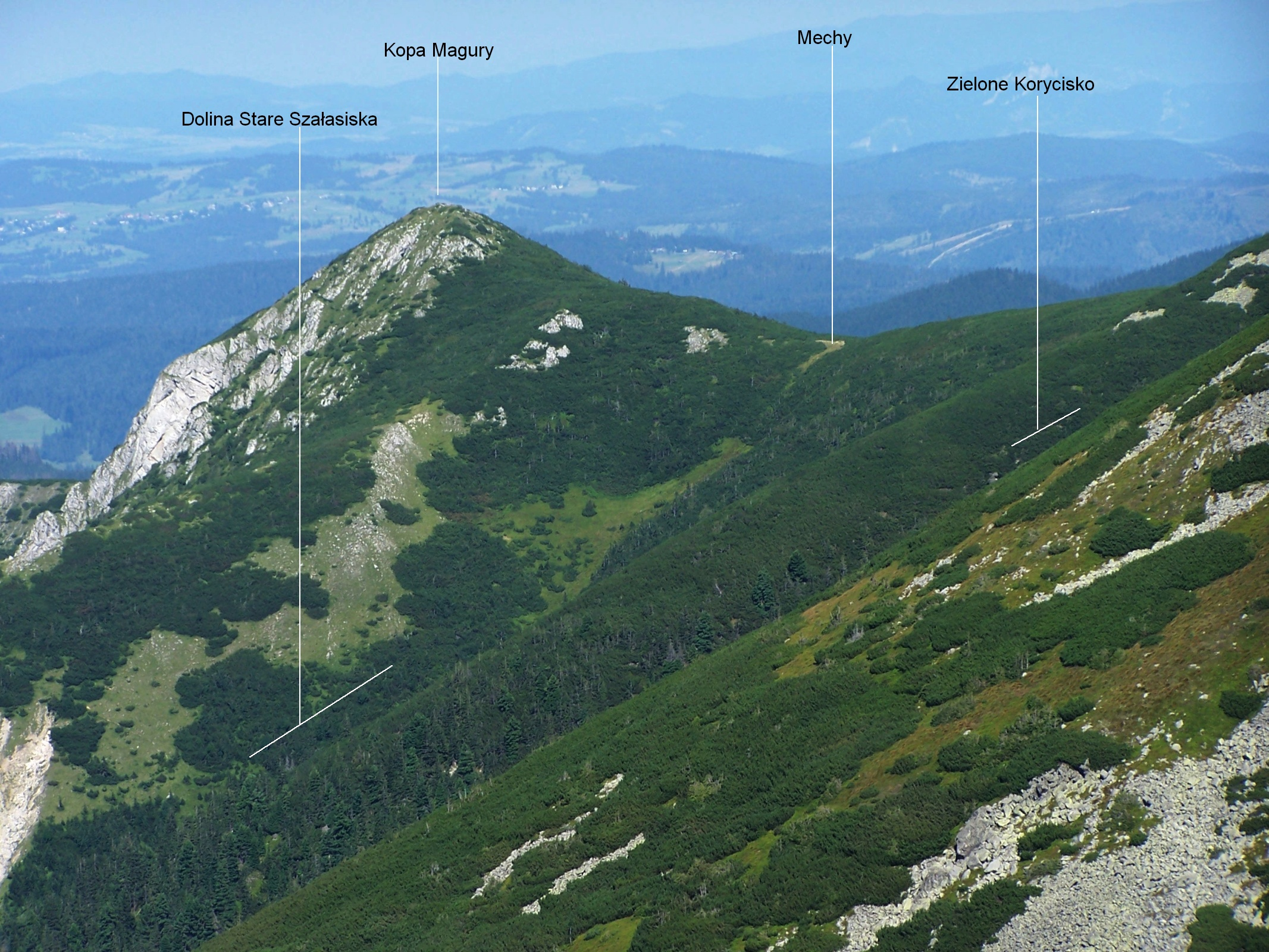
Widok z północnej grani Kasprowego Wierchu

Zielone Korycisko – orograficznie lewe odgałęzienie Starych Szałasisk w polskich Tatrach Zachodnich. Wcięte jest w północne stoki Uhrocia Kasprowego, pomiędzy Bałdę a niewielką grzędę odchodzącą od Małego Uhrocia Kasprowego. Dołem ma postać wąskiego parowu o stromych brzegach, górą rozszerza się i na jego dnie znajduje się niewielki, kosówkowo-trawiasty kocioł lodowcowy. W dolnej części zbocza porasta górnoreglowy las, u góry są kosodrzewinowo-trawiaste. Na zachodnich zboczach Zielonego Koryciska znajdują się skałki zwane Zielonymi Turniami. Dnem spływa niewielki i prawie stały potok będący jednym z dwóch źródłowych cieków Kasprowego Potoku.
Obszar ochrony ścisłej niedostępny turystycznie.